# 高豪港
高豪港是加拿大卑詩省大溫哥華地區布勒內灣的一部分。高豪港南北兩端分別瀕臨溫哥華市中心和史丹利公園，西端隔著卑詩省99號公路與洛斯特湖為鄰，東端則以從死人島最東點往南延的直綫為止。

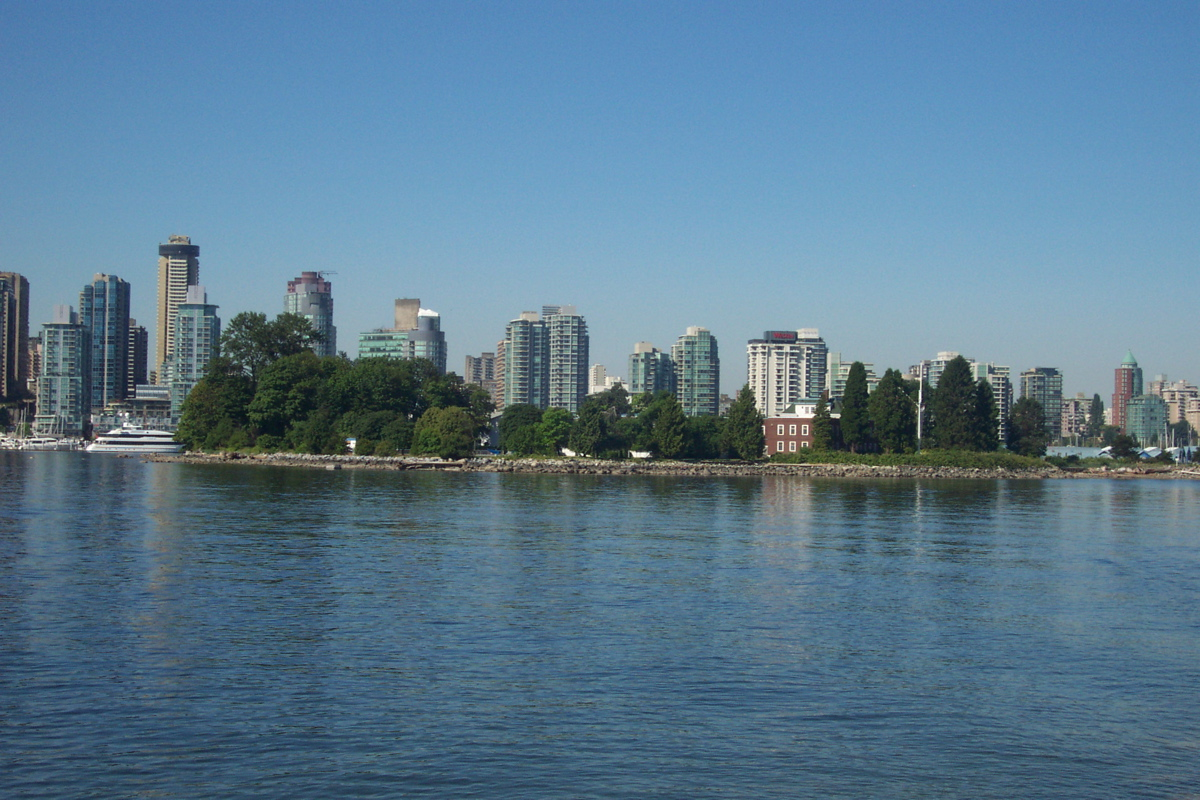
高豪港沿岸

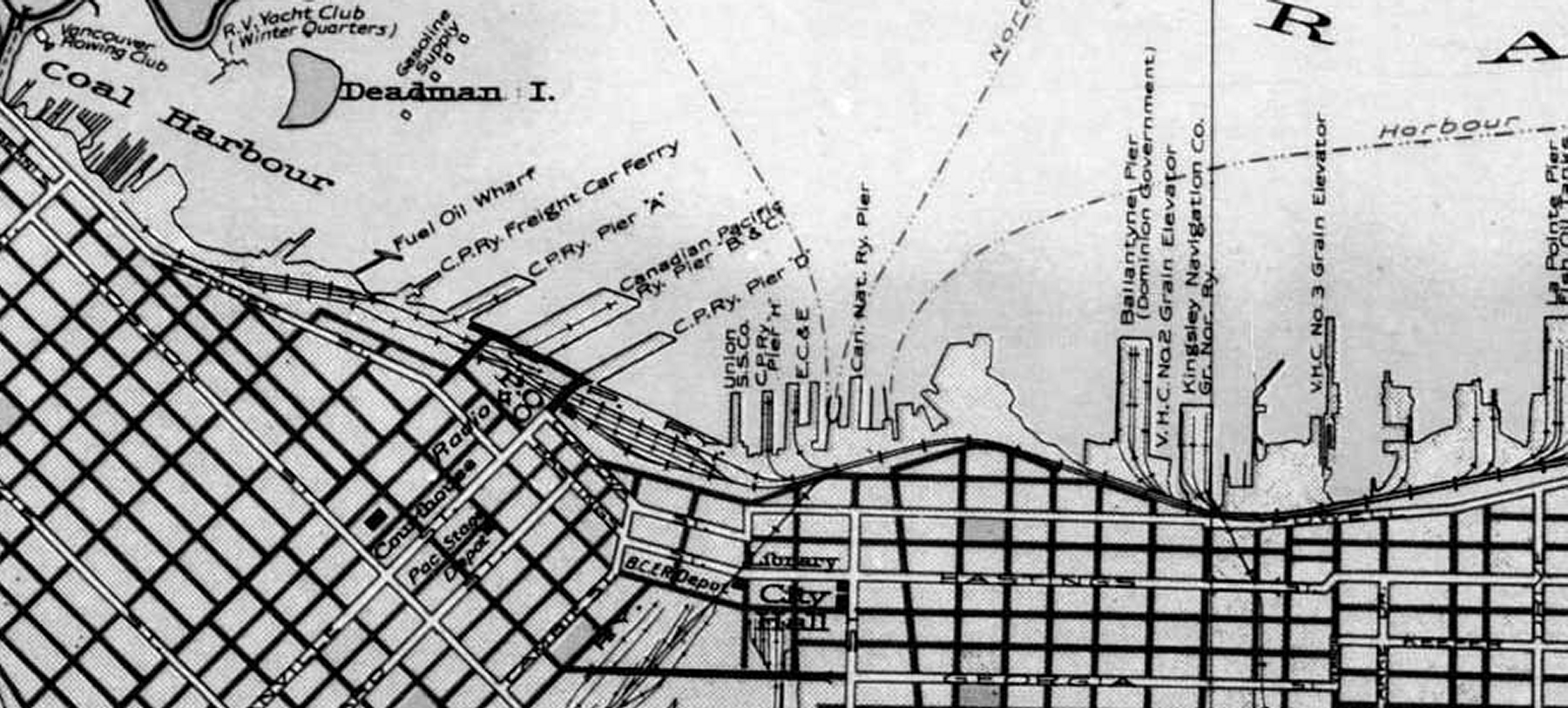
1929年溫哥華市中心地圖，左上角為高豪港

高豪港沿岸原為史戈米殊原住民的聚居地。到了1859年，一艘英國勘探船在布勒内灣南岸發現煤層，並將該帶命名為「Coal Harbour」。然而，該處出土的煤未能符合驅動蒸汽機所需的質素，因此該帶也沒有出現大型煤礦。加拿大太平洋鐵路（CPR）於1887年開通至溫哥華後，高豪港南岸一帶則成為了鐵路公司的工業用地。洛斯特湖過去曾是高豪港西端的淺灘，但當局於1916年修築了一條堤道連接史丹利公園和市中心，淺灘因此被截斷而成人工湖，並取名為洛斯特湖。
隨著溫哥華的經濟轉型，高豪港南岸的工業用地從1980年代起陸續改成住宅用途，而「高豪港」一名現時亦可指布勒内灣南岸介乎卡爹路街和加拿大廣場的社區。另外，高豪港社區以西的地段則發展成灣岸花園社區（Bayshore Gardens）。兩個社區於2006年合共有2325個住宅單位和3661名居民。

## 外部連結
- Coal Harbour Community Centre （页面存档备份，存于）